# Hendrik II van Avaugour
Hendrik II van Avaugour (16 januari 1205 - Dinan, 6 oktober 1281) was van 1212 tot aan zijn dood heer van Avaugour en Goëlo en van 1212 tot 1214 graaf van Penthièvre. Hij behoorde tot het huis Avaugour.

## Levensloop

### Jeugd
Hendrik II was de oudste zoon van Alan I van Avaugour, graaf van Penthièvre, uit diens tweede huwelijk met Adelheid van L'Aigle.
In 1209 verloofde zijn vader hem op amper vierjarige leeftijd met hertogin Alix van Bretagne (1200-1221), als gevolg van een verdrag tussen koning Filips II van Frankrijk en Alix' vader Gwijde van Thouars. Ook liet Gwijde de Bretonse edelen Hendrik huldigen als toekomstige hertog van Bretagne.
In december 1212 overleed zijn vader, waarna Hendrik II heer van Avaugour en Goëlo en graaf van Penthièvre werd. Kort voor zijn dood had Alan Gestin van Coëtmen en burggraaf Conan I van Léon aangesteld als regenten voor zijn minderjarige zoon. Niet veel later, in april 1213, stierf ook Gwijde van Thouars. Nu zowel Alan als Gwijde overleden waren, zag koning Filips II van Frankrijk zich niet langer gedwongen om zich aan het verdrag met Bretagne te houden. Hij verbrak de verloving van Alix met Hendrik II en huwelijkte haar uit aan zijn neef Peter van Dreux, die iure uxoris hertog van Bretagne werd.

### Regering
In 1214 wilde Hendrik II Peter van Dreux huldigen als leenheer van zijn domeinen, maar weigerde deze laatste. Hij vond dat de bezittingen van het huis Avaugour, een zijtak van de Odoniden, zijn echtgenote Alix toekwamen, die ook afstamde van de Odoniden. Peter begon een groot deel van Hendriks domeinen te confisqueren, waaronder het graafschap Penthièvre. Enkel de kleine heerlijkheden Avaugour en Goëlo bleven in het bezit van Hendrik en zijn familie.
Conan van Léon, de regent van Hendrik, probeerde tussenbeide te komen en kwam in opstand tegen Peter van Dreux, die als represaille in 1216 Lesneven bezette, de belangrijkste verstevigde plaats in het Land van Léon. De jonge Hendrik vluchtte daarop naar het hof van heer Juhel II van Mayenne, de echtgenoot van vrouwe Gervaise van Dinan-Bécherel en de beschermheer van het Fort van Guesclin. Juhel huwelijkte rond 1220 zijn tweede dochter Margaretha (overleden tussen 1238 en 1256) uit aan Hendrik van Avaugour. 
In juni 1230 sloot Hendrik II zich aan bij de alliantie van Peter van Dreux en koning Hendrik III van Engeland tegen Blanca van Castilië, regentes namens haar zoon Lodewijk IX van Frankrijk. In oktober 1230 werden het dorp en het kasteel van Pontorson, bezittingen van Hendrik van Avaugour, echter platgebrand door Engelse troepen. Vervolgens koos Hendrik II in mei 1231 de zijde van koning Lodewijk IX van Frankrijk. Als reactie confisqueerde Hendrik III van Engeland de Engelse bezittingen van Hendrik van Avaugour, meer bepaald Pevensey in Sussex. In februari en maart 1234 profiteerde het Bretonse leger van een wapenstilstand met de Franse koning om Hendriks heerlijkheden Goëlo en Quintin aan te vallen. Na de troonsbestijging van hertog Jan I van Bretagne verzoende hij zich weer met het hertogdom. Ook was Hendrik erbij toen Jan I in 1241 in Parijs Lodewijk IX huldigde als zijn leenheer.
Daarenboven nam Hendrik II van 1239 tot 1240 deel aan de Baronnenkruistocht naar Palestina.

### Opvolging
Rond 1264 verkocht zijn zoon en erfgenaam Alan II al zijn domeinen in Bretagne, de heerlijkheden Dinan-Noord en Dinan-Bécherel, aan hertog Jan I van Bretagne. Hendrik was hier zeer ontevreden over en startte in 1267, in naam van zijn kleinzoon Hendrik III van Avaugour, een procedure voor het koninklijk gerechtshof in Parijs. Zijn kleinzoon zou de controle over Dinan pas na de dood van Hendrik herwinnen.
In 1278 trok de inmiddels bejaarde Hendrik II zich als monnik terug in het Cordeliersklooster van Dinan, dat door zijn zoon Alan was gesticht. Hij stierf er in oktober 1281 op 76-jarige leeftijd en werd bijgezet in de kapel van het klooster. Aangezien zijn zoon Alan II reeds was overleden, werden zijn domeinen geërfd door zijn kleinzoon Hendrik III.

## Nakomelingen
Hendrik II en zijn echtgenote Margaretha van Mayenne kregen minstens drie kinderen:
- Alan II (1224-1268), heer van Dinan
- Juhel, huwde met Catharina van Léon
- Godfried (overleden in 1303), stamvader van het huis Kergrois